# Вільчоґура (Великопольське воєводство)
Вільчоґура (пол. Wilczogóra) — село в Польщі, у гміні Вільчин Конінського повіту Великопольського воєводства.
Населення — 434 особи (2011).
У 1975-1998 роках село належало до Конінського воєводства.

## Демографія
Демографічна структура станом на 31 березня 2011 року:
|          | Загалом | Допрацездатний вік | Працездатний вік | Постпрацездатний вік |
| -------- | ------- | ------------------ | ---------------- | -------------------- |
| Чоловіки | 205     | 55                 | 132              | 18                   |
| Жінки    | 229     | 52                 | 134              | 43                   |
| Разом    | 434     | 107                | 266              | 61                   |